# Онслоу, Уильям, 4-й граф Онслоу

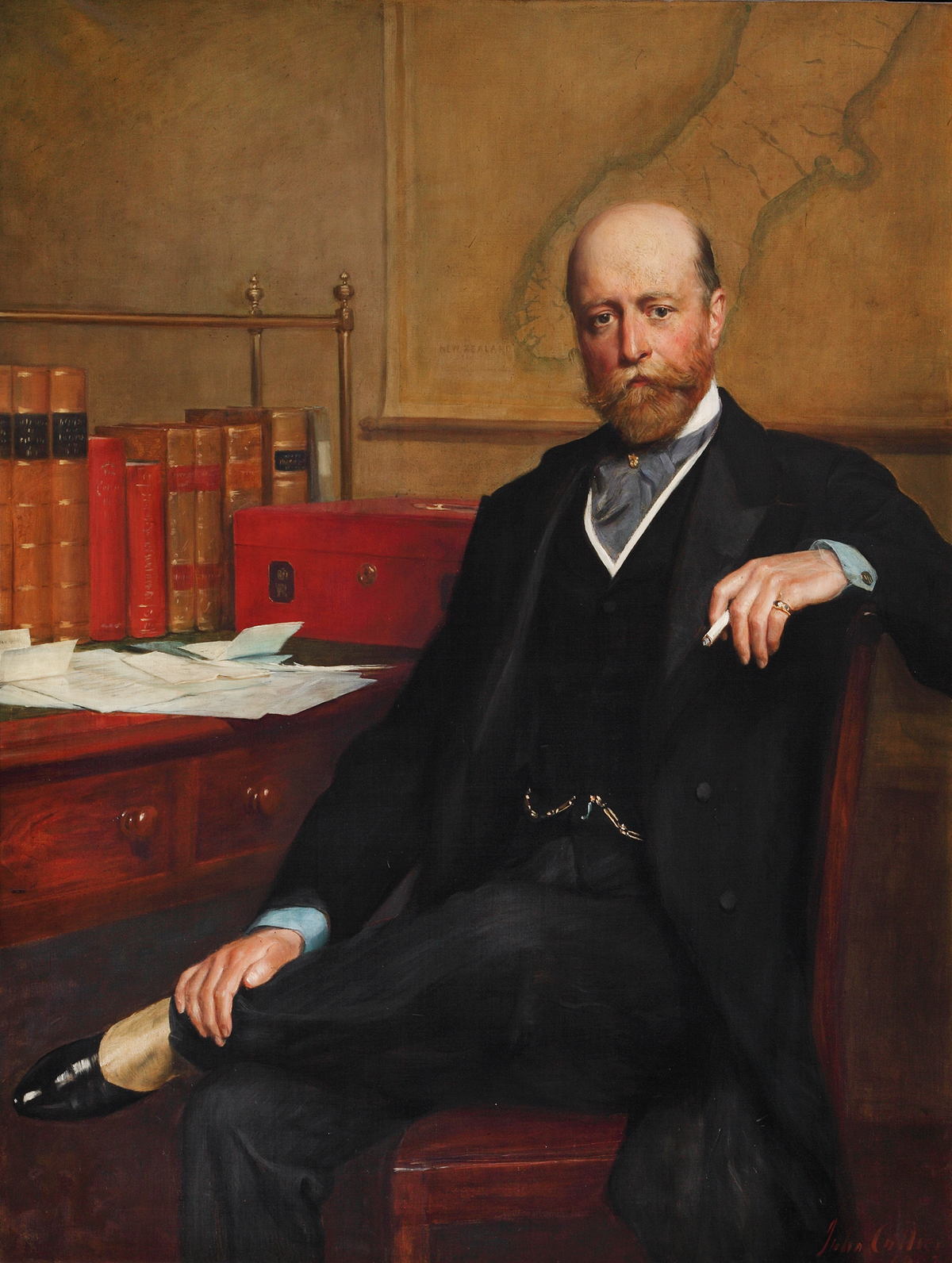
Граф Онслоу перед картой Новой Зеландии

Уильям Хиллиер Онслоу, 4-й граф Онслоу (англ. William Hillier Onslow, 4th Earl of Onslow; 7 марта 1853 — 23 октября 1911) — британский дворянин и консервативный политик, губернатор Новой Зеландии в 1889—1892 годах.

## Происхождение и образование
Родился 7 марта 1853 года в Олд-Алресфорде, графство Хэмпшир. Единственный сын Джорджа Огастеса Крэнли Онслоу (1813—1855), сына Томаса Крэнли Онслоу (1778—1861), второго сына Томаса Онслоу, 2-го графа Онслоу. Его матерью была Мэри Гарриет Энн Лофтус (1820—1880), дочь генерал-лейтенанта Уильяма Фрэнсиса Бентинка Лофтуса и Маргарет Гарриет Лэнгриш.
В октябре 1870 года после смерти Артура Онслоу, 3-го графа Онслоу (1777—1870), не оставившего после себя наследников мужского полка, 17-летний Уильям Онслоу унаследовал титул 4-го графа Онслоу. Он получил образование в Итоне и Эксетер-колледже Оксфорда.

## Политическая карьера
Лорд Онслоу занимал должности лорда в ожидании в правительстве Бенджамина Дизраэли в феврале-апреле 1880 году и в правительстве лорда Солсбери в 1886—1887 годах, заместителя государственного секретаря по делам колоний в правительстве лорда Солсбери в 1887—1888 годах, а также парламентского секретаря Совета по торговле в 1888—1889 годах.
В ноябре 1888 года Уильям Онслоу был назначен губернатором Новой Зеландии . В 35 лет он был самым молодым губернатором Новой Зеландии с момента назначения Джорджа Грея в 1845 году и первым после Роберта Фицроя в 1843 году, не имевшим предыдущего опыта работы на должности вице-короля. Правительство Новой Зеландии недавно сократило пособия губернатору, и лорд Онслоу смог получить эту должность, главным образом, потому, что она больше не была привлекательной для более высокопоставленных колониальных администраторов.
Вскоре после его прибытия в Веллингтон в городе произошла вспышка брюшного тифа. Старший сын Онслоу заразился этой болезнью, и одно время считалось, что его жизни угрожает опасность. Лорд Онслоу и его семья старались избегать столицы, насколько могли, что не вызвало к ним симпатии у жителей Новой Зеландии. Согласно Биографическому словарю Новой Зеландии, граф Онслоу «не обладал тем чутьем или яркостью, которые помогли некоторым более поздним губернаторам завоевать поддержку народа».
В 1890—1891 годах лорд Онслоу был втянут с разногласия между консерваторами под руководством бывшего премьер-министра Новой Зеландии Гарри Аткинсона и либералами во главе с новым премьер-министром Джоном Баллансом. В Законодательном совете (верхней палате новозеландского парламента) большинство принадлежало консерваторам, которые пользовались симпатией губернатора Уильяма Онслоу. На выборах в декабре 1890 года консерватора во главе с Гарри Аткинсоном потеряли лидирующие позиции. Уильям Онслоу последовал рекомендациям Аткинсона и выдвинул в Законодательный совет шесть человек. Он обосновал свое решение перед Управлением по делам колоний в Лондоне тем, что не смог найти никаких королевских указаний или колониальных прецедентов для отказа в выдвижении Аткинсона, и сослался на «постоянную практику в Англии». Действия Онслоу еще больше навредили репутации совета. Несколько независимых членов были вынуждены поддержать Джона Балланса, который смог сформировать правительство.
В 1891 году новый премьер-министр Новой Зеландии Джон Балланс попросил губернатора назначить в Законодательный совет 18 представителей, чтобы уравновесить кандидатуры Гарри Аткинсона, выдвинутые в предыдущем году. Уильям Онслоу заявил, что не желает менять состав совета и заменять консервативное большинство либеральным, заявив, что, по его мнению, верхняя палата парламента всегда должна быть консервативной по своей природе. Он согласился назначить восемь представителей, но Джон Балланс отклонил этот компромисс. В конце концов этот вопрос был передан преемнику Онслоу, графу Глазго. Уильям Онслоу ушел в отставку в феврале 1892 года и вернулся в Англию.
С 1895 по 1900 год Уильям Онслоу занимал должность заместителя государственного по делам Индии в правительстве лорда Солсбери, должность заместителя государственного секретаря по делам колоний в правительстве Артура Бальфура в 1900—1903 годах. В 1903 году был назначен президентом Совета по сельскому хозяйству и стал членом Тайного совета Великобритании. В 1905—1911 годах лорд Онслоу занимал пост председателя комитетов Палаты лордов. Он также был президентом Королевского статистического общества с 1905 по 1906 год.

## Семья

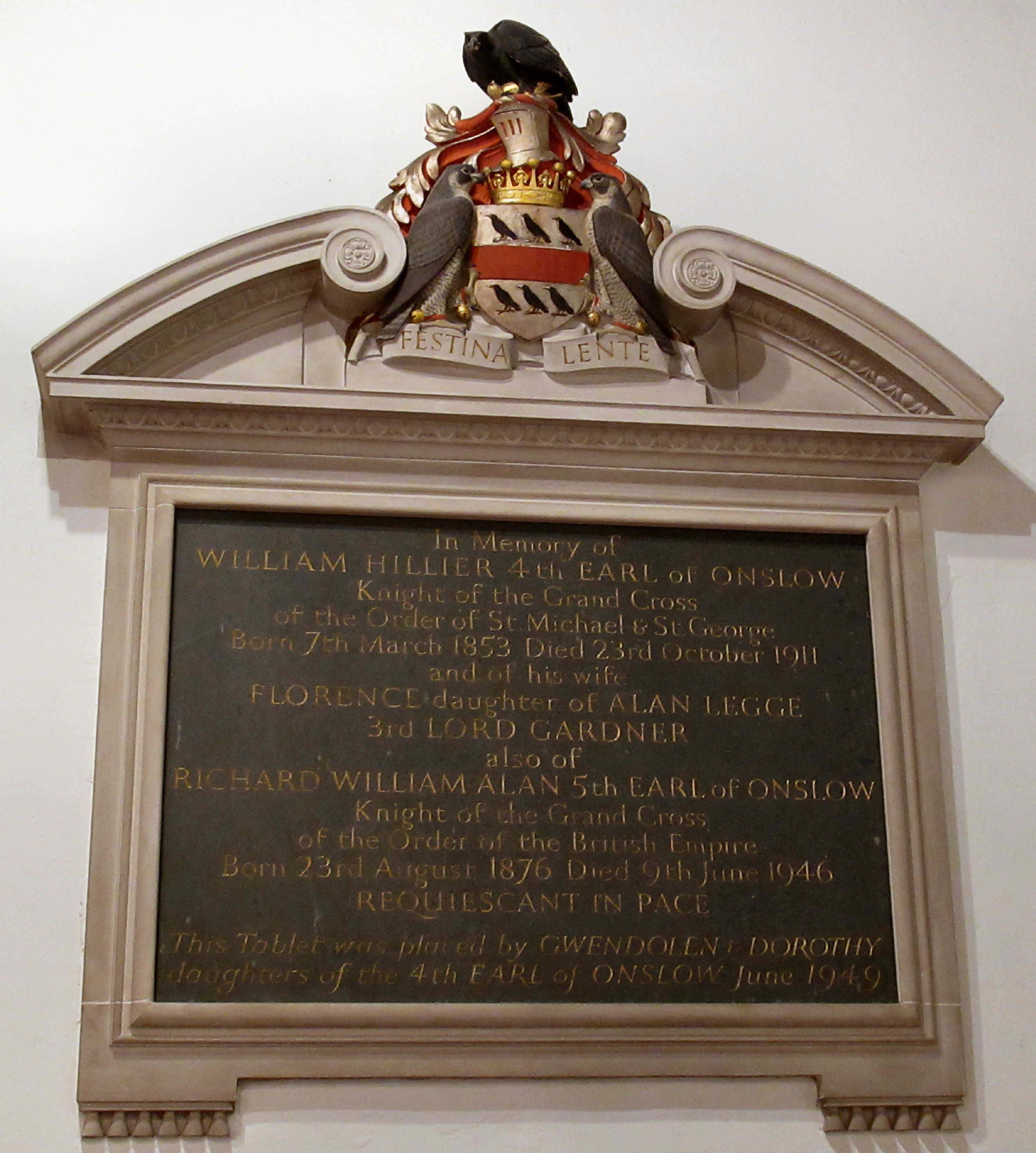
Вест-Клэндон, Церковь Святых Петра и Павла

2 февраля 1875 года в Лондоне лорд Онслоу женился на Достопочтенной Флоренс Коулстон Гарднер (7 февраля 1853 — 3 августа 1934), дочери Алана Гарднера, 3-го барона Гарднера (1810—1883), и Джулии Сары Хейфилд Фортескью. У них было два сына и две дочери:
- Леди Дороти Эвелин Огаста Онслоу (7 февраля 1885 — 2 февраля 1976), в 1909 году вышла замуж за Эдварда Фредерика Линдли Вуда (впоследствии барона Ирвина и графа Галифакса).
- Ричард Уильям Алан Онслоу, 5-й граф Онслоу (23 августа 1876 — 9 июня 1945), старший сын и преемник отца. В 1906 году женился на Вайолет Марсии Кэтрин Уорвик Бэмпфилд, единственной дочери Коплстоуна Бэмпфилда, 3-го барона Полтимора
- Леди Гвендолен Флоренс Мэри Онслоу (22 июля 1881 — 16 февраля 1966), вышла замуж за Руперта Эдварда Сесила Ли Гиннесса (впоследствии графа Айви).
- Достопочтенный Виктор Александр Герберт Хуия Онслоу (13 ноября 1890 — 27 июня 1922), в 1919 году женился на Мюриэл Уэлдейл. Он был первым ребенком губернатора, родившимся в стране; отсюда и имя маори Хуия. Он умер где-то после травмы позвоночника, когда 16 июля 1911 года нырнул в австрийское озеро в Доломитовых Альпах[5].

Лорд Онслоу скончался в Хендоне, Миддлсекс, в октябре 1911 года в возрасте 58 лет. Ему наследовал графство его старший сын Ричард. Вдовствующая графиня Онслоу умерла в августе 1934 года.